# レオンテウス
レオンテウス（古希: Λεοντεύς, Leonteus）は、ギリシア神話の人物である。ラピテース族のコローノスの子で、カイネウスの孫。ヘレネーの求婚者の1人で、トロイア戦争ではポリュポイテースとともにギュルトーン勢40隻を率いて参加した。あるいはシキュオーンの軍勢19隻を率いたともいわれる。
『イーリアス』3日目、レオンテウスはポリュポイテースとともにギリシア軍の防壁の城門の前に立ちはだかり、トロイア軍の武将アシオスの軍勢を防ぎ、ヒッポマコス、アンティパテース、メノーン、イアメノス、オレステースらを殺した。パトロクロスの葬礼競技では砲丸投げに参加し、ポリュポイテース、大アイアース、エペイオスと競った。また木馬作戦にも参加し、戦後はアムピロコス、カルカース、ポダレイリオス、ポリュポイテースとともにコロポーンに赴いた。
一説にレオンテウスはヘクトールに討たれた。

## その他のレオンテウス
- 一説にイクシーオーンの父[13]。